# سرمست (میناب)
سرمست، روستایی در دهستان کرگان بخش بندزرک شهرستان میناب در استان هرمزگان ایران است. این روستا، مرکز دهستان کرگان است.

## جمعیت
بر پایه سرشماری عمومی نفوس و مسکن در سال ۱۳۹۵، جمعیت این روستا برابر با ۱٬۴۵۴ نفر (۳۵۵ خانوار) بوده‌است.